# Comédie-Française

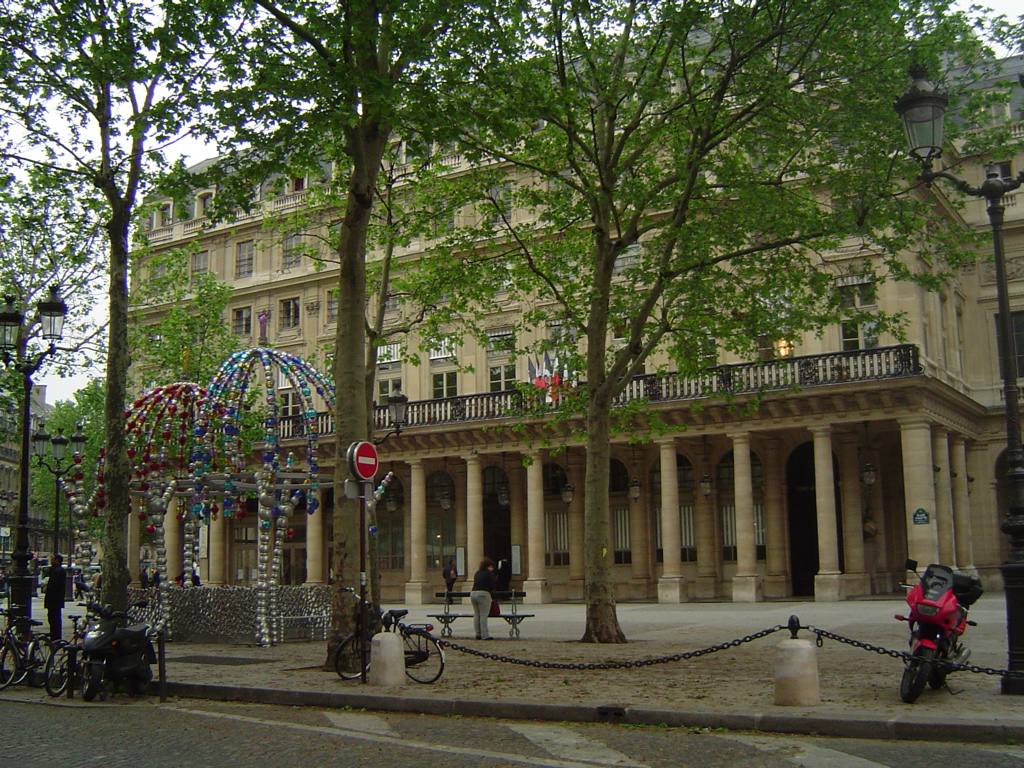
Die Comédie-Française (Salle Richelieu) heute

Die Comédie-Française (auch Théâtre-Français) ist eines von sechs Theatern in Frankreich, die den Status eines Nationaltheaters (Théâtre national) innehaben. Die Comédie-Française unterhält als einziges dieser Nationaltheater ein festes Ensemble (Troupe des Comédiens français). Das Haus der Comédie-Française befindet sich im 1. Pariser Arrondissement, dem Arrondissement du Louvre. Der Name Molière ist eng mit dem Theater verbunden, weshalb es auch oft La Maison de Molière (Molières Haus) genannt wird. Sein großer Einfluss auf die französische Theaterlandschaft und die Schauspielkunst prägte die Geschichte des Hauses.

## Geschichte

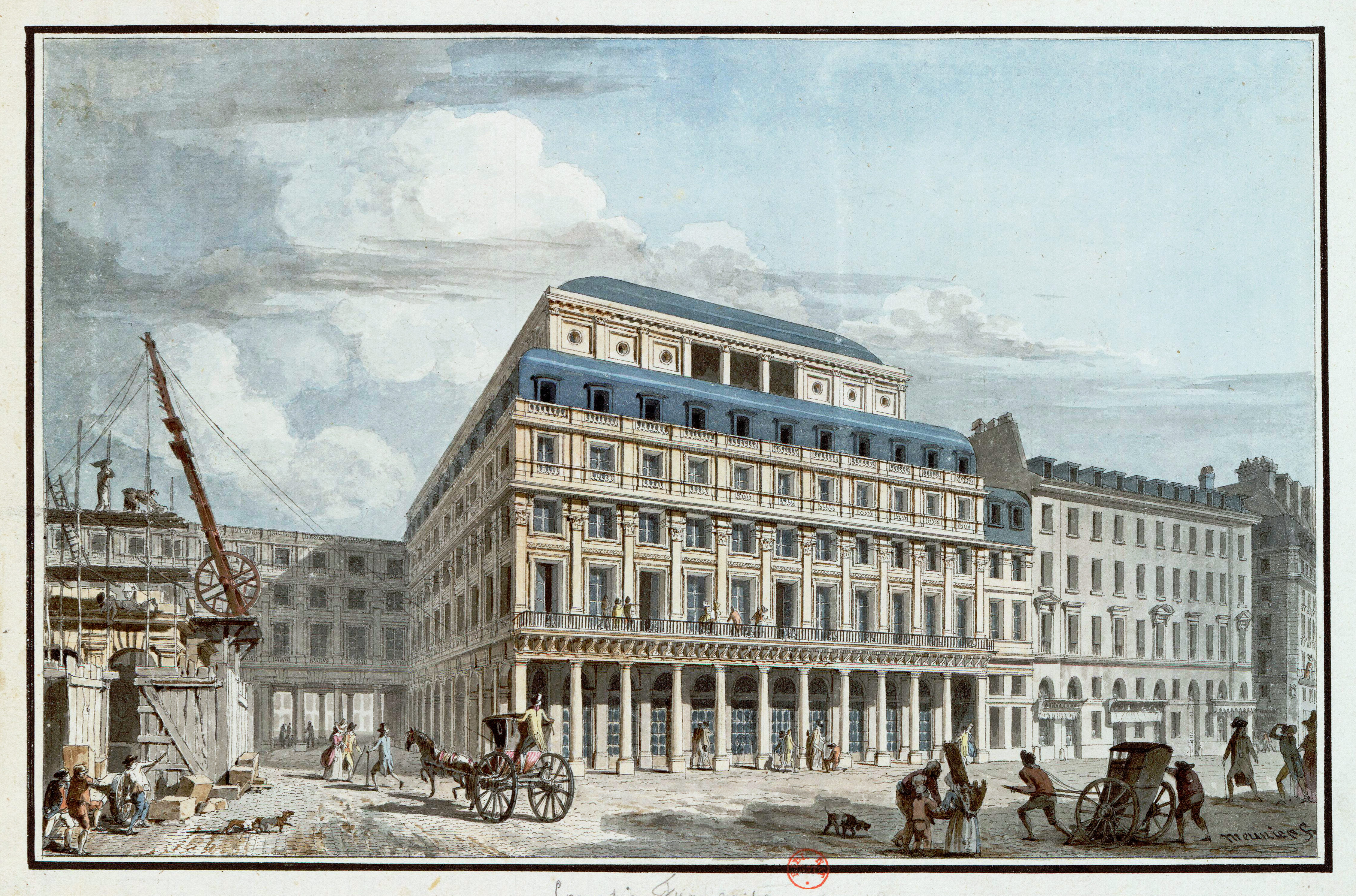
Comédie-Française (Salle Richelieu), Ende 18. Jahrhundert

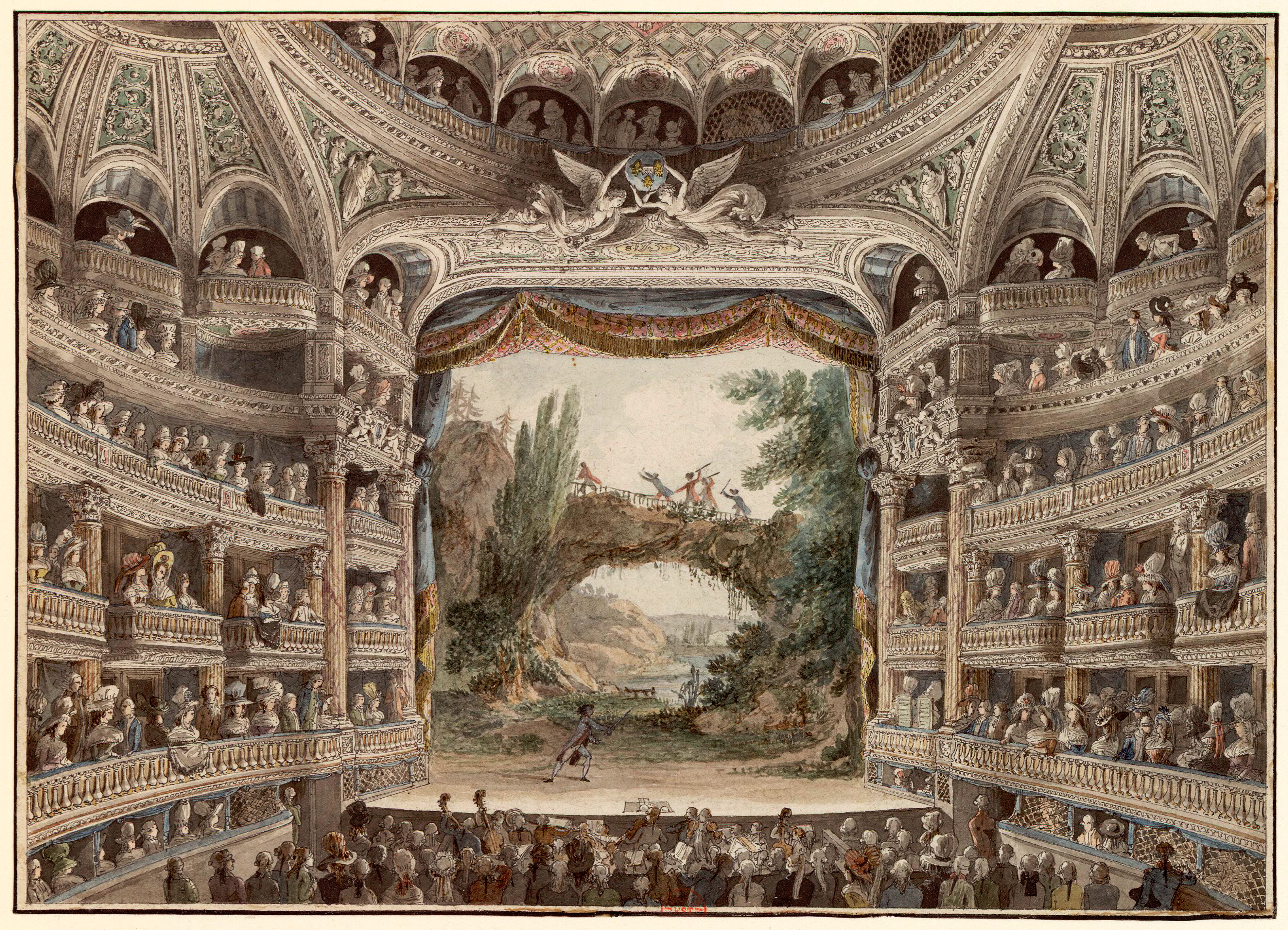
Innenansicht der Salle Richelieu,
Ende 18. Jahrhundert

Die Comédie-Française wurde am 21. Oktober 1680 durch einen königlichen Erlass von Ludwig XIV. gegründet, der den Zusammenschluss der beiden Pariser Schauspieltruppen des Théâtre de l’hôtel de Bourgogne und des Théâtre Guénégaud regelte. Bereits am 24. August gab das aus 27 Schauspielern bestehende Ensemble seine erste öffentliche Vorstellung, mit einer gemeinsamen Aufführung der Tragödie Phèdre von Jean Racine und einer Komödie von Jean de La Chapelle (1651–1723). Das Repertoire bestand vorwiegend aus Stücken von Molière, Racine, Pierre Corneille, Paul Scarron und Jean de Rotrou.
Während der Französischen Revolution wurde die Comédie-Française am 3. September 1793 per Verordnung des Wohlfahrtsausschusses geschlossen. Zuvor waren die meisten Schauspieler der Comédie-Française inhaftiert worden. Hintergrund war die Aufführung von Nicolas-Louis François de Neufchâteaus Stück Paméla, ou la vertu récompensée mit der darin ausgesprochenen gemäßigten Gesinnung. Die Schauspieler und Neufchâteau kamen nach und nach wieder frei.
Erst knapp sechs Jahre später, am 30. Mai 1799 (zu diesem Zeitpunkt nach dem Französischen Revolutionskalender als 11. Prairial VII geschrieben), hob die neue Regierung diesen Beschluss auf und erlaubte weitere Vorführungen des jetzt Théâtre Français genannten Ensembles. Es trat fortan im Richelieu-Saal (Salle Richelieu) auf. Zur Wiedereröffnung wurden die Stücke Le Cid und L'École des maris aufgeführt.
Am 25. Februar 1830 kam es anlässlich der Uraufführung von Victor Hugos Stück Hernani im Theater zur sogenannten „Schlacht um Hernani“. Das Publikum war gespalten in Anhänger der französischen Klassik und solche der Romantik, die durch das Stück mitbegründet wurde, und trug diesen Konflikt während der Aufführung lautstark aus. Letztlich trugen die Anhänger des neuartigen „romantischen“ Theaters den Sieg davon, und Abweichungen von den klassischen Theaterregeln wurden verbreiteter.
Die Comédie-Française verfügt heute über drei Theater in Paris: den historischen Salle Richelieu, das Théâtre du Vieux-Colombier und das Studio-Théâtre. Das Théâtre du Vieux-Colombier, der zweite Saal, wurde 1993 eingerichtet. Es bietet mindestens vier klassische oder zeitgenössische Uraufführungen, die von September bis Juli auf dem Programm stehen. Der dritte Saal, das Studio-Théâtre wurde 1996 gegründet.
Der Spielbetrieb wird über die Société de la Comédie-Française organisiert, die auch die Verwaltung und Personalangelegenheiten regelt.